# John Logan
John David Gynn Logan (24 de setembre de 1961) és un guionista i productor estatunidenc de cinema.

## Biografia
Logan va néixer a San Diego però va créixer entre Nova Jersey, Mississipi i Califòrnia. Va estudiar a la Universitat de Northwestern, graduant-se el 1983. Va treballar com autor d’obres de teatre a Chicago abans de fer de guionista. Un dels seus drames, Never the Sinner, explica la història de l'infame cas de Leopold i Loeb.
Logan viu a Malibú, Califòrnia.

## Guions
Té dues nominacions als Premis Oscar, incloent-ne un per la pel·lícula L'aviador. Amb els seus guions cinematogràfics ha guanyat al voltant de 2 milions de dòlars.
Va ser guionista de la pel·lícula Hugo de Martin Scorsese. També és el creador de la sèrie de televisió Penny dreadful. Entre els guions més destacats de Logan es troben: Bats, Any Given Sunday, RKO 281, Gladiator (amb William Nicholson i David Franzoni), La màquina del temps, Tornado!, Star Trek: Nemesis, L'últim samurai, L'aviador i Sweeney Todd.
El seu pròxim gran projecte per a Sony Pictures és Empire una història d'un magnat dels mitjans de comunicació com Rupert Murdoch. La pel·lícula serà protagonitzada per Will Smith i dirigida per Michael Mann. Un altre projecte en el que està treballant és l'adaptació de El marxant de Venècia protagonitzat per Patrick Stewart. A més està treballant en el guió de Rang, dibuixos animats sobre un llangardaix, i en el de BioShock.

## Filmografia
| Any          | Títol                                                                                              | Paper               | Notes |
| ------------ | -------------------------------------------------------------------------------------------------- | ------------------- | --- |
| 1996         | Tornado!                                                                                           | Escrit per          | Telefilm |
| 1999         | Bats                                                                                               | Escrit per          | també Productor executiu |
| 1999         | RKO 281                                                                                            | Escrit per          | Telefilm |
| 1999         | Any Given Sunday                                                                                   | Text història, Guió | |
| 2000         | Gladiator                                                                                          | Guió                | Nominada—Oscar al millor guió adaptat Nominada—BAFTA al millor guió original Nominada—Las Vegas Film Critics Society Awards al millor guió Original                                                                            |
| 2002         | The Time Machine                                                                                   | Guió                | també co-productor |
| 2002         | Star Trek: Nemesis                                                                                 | Guió, història      | |
| 2003         | Sinbad: Legend of the Seven Seas                                                                   | Guió                | |
| 2003         | The Last Samurai                                                                                   | Guió, història      | |
| 2004         | The Aviator                                                                                        | Escrit per          | Nominada—Oscar al millor guió original Nominada—BAFTA al millor guió original Nominada—Broadcast Film Critics Association al millor Guió Nominada—Globus d'Or al millor guió Nominada— Premi Satellite al millor guió original |
| 2007         | Sweeney Todd: el barber diabòlic del carrer Fleet (Sweeney Todd: The Demon Barber of Fleet Street) | Guió                | també productor Globus d'Or a la millor pel·lícula musical o còmica |
| 2011         | Rango                                                                                              | Guió, història      | Annie Award |
| 2011         | Coriolanus                                                                                         | Guió                | també productor |
| 2011         | Hugo                                                                                               | Guió                | Nominada—Oscar al millor guió adaptat |
| 2012         | Skyfall                                                                                            | Escrit per          | |
| Des del 2014 | Penny Dreadful                                                                                     | Creat per           | també guió i productor executiu |
| 2015         | Spectre                                                                                            | Guió, història      | |
| 2016         | Genius                                                                                             | Escrit per          | |